# Opus anglicanum
Opus anglicanum (medeltidslatin för engelskt arbete) är en slags kedjesöm, ofta klyvsöm och läggsöm, härstammande från England, med applikation av små emaljer, silverreliefter i medaljongform eller liknande. Verkstäderna för sömnadstekniken låg främst i London.
Sömmen utförs främst med tråd i silke, silver eller förgylld silvertråd på tyg av siden eller linne. Sömnadstekniken nådde sin höjdpunkt under 1300-talet. Bland verk i Opus anglicanum märks en korkåpa som tillhört birgittinklostret i Syon, numera på Victoria and Albert Museum.